# Második bécsi forradalom

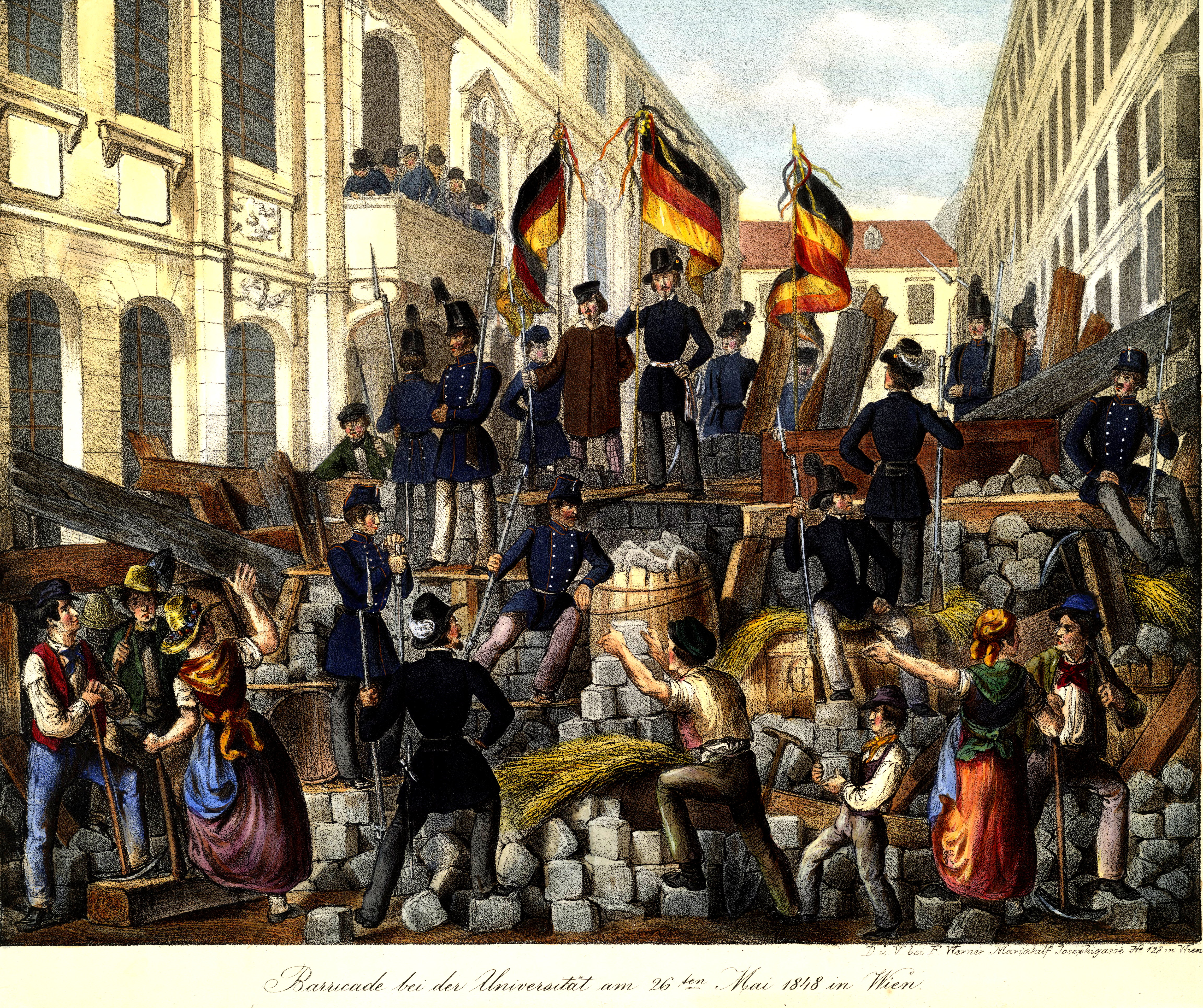
1848. május 26. barikád Bécsben

A második bécsi forradalom 1848. május 14-én robbant ki az első bécsi forradalom eredményeinek védelmében és újabb követeléseket támasztva I. Ferdinánddal szemben. A kormányzat ugyanis ezen a napon rendelettel kísérelte meg feloszlatni az Akadémiai Légiót, az egyetemisták fegyveres testületét, ezt azonban a diákok és az őket támogató munkások másnapi tüntetésükkel visszavonatták. A tüntetők egyúttal új alkotmányt is követeltek általános választójoggal, és a kormány engedni kényszerült. 17-én azonban az udvar Innsbruckba szökött, és innen ismét keményebb hangot ütött meg. A május 25-i újabb kísérlet az Akadémiai Légió felszámolására ezúttal sem járt sikerrel, a város ekkor már a radikálisok kezén volt.